# Pays de Liège
Cet article concerne la région de Liège. Pour le bateau de plaisance, voir Pays de Liège (bateau).

La Principauté en 1350

L'expression Pays de Liège est le nom populaire de la région autour de la ville de Liège dans la province belge de Liège. La limite géographique de la région n'est pas clairement définie. Le « Pays de Liège » désigne généralement la zone située entre les villes de Liège, Waremme et Huy, une partie du Condroz et de l'Ardenne limitrophe, située à proximité immédiate de la ville de Liège.

## Historique
Historiquement, le « Pays de Liège » a d'abord désigné le comté de Liège.
Ce nom fait également référence à l'ancienne principauté ecclésiastique de Liège, en particulier la partie francophone (y compris la région de Thudina dans le Hainaut). La partie néerlandophone de la principauté épiscopale, principalement située dans la province belge du Limbourg, est généralement appelée Pays mosan.
Cette appellation a ensuite servi à désigner l'éphémère République liégeoise.

#### Revues
- Chronique archéologique du pays de Liège, Institut archéologique liégeois, 1906-1970 (voir)